# Ernster (Niederanven)
Ernster (luxemburgisch Iernzer oder auch Iernster; französisch Ernster) ist eine Ortschaft in der Gemeinde Niederanven (lux.: Nidderaanwen) im Kanton Luxemburg im Großherzogtum Luxemburg. Sie liegt etwa 372 Meter über dem Meeresspiegel.
Durch Ernster führt die Landesstraße CR 132. Nördlich von Ernster liegt die Ortschaft Gonderingen (lux.: Gondereng) und südwestlich Rammeldingen (lux.: Rammeldang). Der Iernsterbaach fließt von Ernster kommend bei Gonderingen mit dem Kriibsebaach zusammen und bildet die Schwarze Ernz (lux.: Schwaarz Iernz; franz.: Ernz Noire).
 Bemerkenswertes in Ernster ist eine alte knorrige Eiche beim Engelshof (lux.: Engelshaff), die etwa 200 Jahre alt sein soll. Die Eiche wurde zu den bemerkenswertesten Bäume in Luxemburg (lux.: Bemierkenswäert Beem zu Lëtzebuerg) hinzugefügt. 2000 wurden bei einer Vermessung der Stammdurchmesser mit 5,0 m bei einer Größe von 16 m festgestellt. Unter der Eiche steht ein kleiner Kapellenbildstock.
Die Filialkirche zum hl. Josef in Ernster gehört zur Pfarre Hostert.